# The Greatest Bits: B-Sides & Rarities
The Greatest Bits: B-Sides & Rarities è un album di raccolta del gruppo musicale britannico McFly, pubblicato nel 2007.

## Tracce
1. Mr. Brightside (Brandon Flowers, Dave Keuning)
2. Lola (feat. Busted) (Ray Davies)
3. She Loves You (John Lennon, Paul McCartney)
4. No Worries (Tom Fletcher, James Bourne, Charlie Simpson)
5. Help! (Lennon, McCartney)
6. Crazy Little Thing Called Love (Freddie Mercury)
7. Santa Claus Is Coming to Town (J. Fred Coots, Haven Gillespie)
8. The Guy Who Turned Her Down (McFly)
9. Umbrella (Terius Nash, Christopher Stewart, Kuk Harrell)
10. Pinball Wizard (Live in Manchester) (Pete Townshend)
11. Deck the Halls (John Parry Ddall)
12. Fight for Your Right (Live from the Motion in the Ocean Tour) (Beastie Boys, Rick Rubin)